# Calificările pentru Campionatul Mondial de Fotbal 2010 - Prima rundă CONCACAF
Această pagină oferă informații despre prima rundă a calificărilor pentru Campionatul Mondial de Fotbal 2010 din zona CONCACAF.Echipele clasate 14–24 au fost trase la sorți împotriva echipelor clasate 25–35. Meciurile s-au diputat în mai 2007.

## Grupa 1

### Grupa 1A
| Dominica      | 1 – 1  | Barbados     |
| ------------- | ------ | ------------ |
| Pacquette 21' | Report | Williams 43' |

| Barbados     | 1 – 0  | Dominica |
| ------------ | ------ | -------- |
| Stanford 80' | Report |          |

Barbados a câștigat cu 2 – 1.

### Grupa 1B
| Insulele Turks și Caicos  | 2 – 1  | Sfânta Lucia |
| ------------------------- | ------ | ------------ |
| Lowery 31' G. Glinton 74' | Report | Nyhime 90+2' |

| Sfânta Lucia        | 2 – 0  | Insulele Turks și Caicos |
| ------------------- | ------ | ------------------------ |
| McPhee 28' Elva 85' | Report |                          |

 Sfânta Lucia  a câștigat cu 3 – 2 la general.

### Grupa 1C
| Bermuda     | 1 – 1  | Insulele Cayman |
| ----------- | ------ | --------------- |
| Burgess 18' | Report | Grant 87'       |

| Insulele Cayman      | 1 – 3  | Bermuda                     |
| -------------------- | ------ | --------------------------- |
| M. Forbes 63' (pen.) | Report | Degraff 18', 25' Steede 52' |

Bermuda a câștigat cu 4 – 2 la general.

### Grupa 1D
| Aruba | 0 – 3  | Antigua și Barbuda                       |
| ----- | ------ | ---------------------------------------- |
|       | Report | Dublin 23' Gregory 27' Sierra 40' (o.g.) |

| Antigua și Barbuda | 1 – 0  | Aruba |
| ------------------ | ------ | ----- |
| Challenger 86'     | Report |       |

Antigua și Barbuda a câștigat cu 4 – 0 la general.

## Grupa 2

### Grupa 2A
| Belize                      | 3 – 1  | Sfântul Kitts și Nevis |
| --------------------------- | ------ | ---------------------- |
| McCauley 7', 41' Roches 23' | Report | Williams 13'           |

| Sfântul Kitts și Nevis | 1 – 1  | Belize    |
| ---------------------- | ------ | --------- |
| Mitchum 84'            | Report | Smith 39' |

Belize a câștigat cu 4 – 2 la general.

### Grupa 2B
| Bahamas       | 1 – 1  | Insulele Virgine Britanice |
| ------------- | ------ | -------------------------- |
| St. Fleur 47' | Report | Lennon 68'                 |

| Insulele Virgine Britanice | 2 – 2  | Bahamas                 |
| -------------------------- | ------ | ----------------------- |
| Williams 78', 90'          | Report | Bethel 40' Mitchell 52' |

3 – 3 la general; Bahamas a obținut calificarea.

### Grupa 2C
| Puerto Rico         | 1 – 0 (a.e.t.) | Republica Dominicană |
| ------------------- | -------------- | -------------------- |
| Villegas 96' (pen.) | Report         |                      |

Puerto Rico a obținut calificarea.

### Grupa 2D
Nu s-a jucat niciun meci deoarece Sfântul Vincent și Grenadine a jucat cu Canada în runda a doua.

## Grupa 3

### Grupa 3A
| Grenada                                                                                              | 10 – 0 | Insulele Virgine Americane |
| --- | ------ | -------------------------- |
| Roberts 3', 8' R. Charles 9', 43', 65', 87' S. Rennie 22' Langiagne 56' Bubb 82' Ferguson 89' (o.g.) | Report |                            |

Grenada  a obținut calificarea.

### Grupa 3B
| Montserrat  | 1 – 7  | Surinam                                                              |
| ----------- | ------ | -------------------------------------------------------------------- |
| Farrell 48' | Report | Christoph 36', 56' Wondel 44' Valies 65' Huur 82', 85' Schuurman 88' |

Suriname  a obținut calificarea.

### Grupa 3C
| El Salvador                                                                                      | 12 – 0 | Anguilla |
| ------------------------------------------------------------------------------------------------ | ------ | -------- |
| Martin 5', 18' Corrales 31', 33', 54', 65', 68' Cerritos 47', 77', 84' Quintanilla 70' Umaña 80' | Report |          |

| Anguilla | 0 – 4  | El Salvador                                        |
| -------- | ------ | -------------------------------------------------- |
|          | Report | Cerritos 7' Corrales 15' Monteagudo 22' Torres 36' |

El Salvador a câștigat cu 16 – 0 la general.

### Grupa 3D
| Nicaragua | 0 – 1  | Antilele Olandeze |
| --------- | ------ | ----------------- |
|           | Report | Jongsma 15'       |

| Antilele Olandeze       | 2 – 0  | Nicaragua |
| ----------------------- | ------ | --------- |
| Loran 42' Zimmerman 81' | Report |           |

Antilele Olandeze  au câștigat cu 3 – 0 la general.

## Clasament marcatori
Bold indică un jucător care a avansat în runda a doua a calificărilor.
S-au marcat 68 de goluri în 19 jocuri, pentru o medie de 3,58 goals pe meci.
6 goluri
- Rudis Corrales

4 goluri
| - Ronald Cerritos | - Ricky Charles |  |

2 goluri
| - Deon McCauley - Devaun Degraff - Anadale Williams | - Shawn Martin - Jason Roberts | - Kenzo Huur - Wensley Christoph |

1 gol
| - Gayson Gregory - George Dublin - Okeem Challenger - Demont Mitchell - Lesly St. Fleur - Michael Bethel - Dwayne Stanford - Rashida Williams - Elroy Smith - Harrison Roches - Kwame Steede - Tyrell Burgess - Rohan Lennon | - Allean Grant - Marshall Forbes - Richard Pacquette - Carlos Monteagudo - Eliseo Quintanilla - Emerson Umaña - William Torres - Dorset Langiagne - Shane Rennie - Byron Bubb - Vladimir Farrell - Angelo Zimmerman - Anton Jongsma | - Tyrone Loran - Petter Villegas - Gerard Williams - Orlșio Mitchum - Gilbert Nyhime - Kenwin McPhee - Titus Elva - Cleon Wondel - Melvin Valies - Raydell Schuurman - David Lowery - Gavin Glinton |

Autogol
| - Dario Sierra (pentru Antigua și Barbuda) | - Dwight Ferguson (pentru Grenada) |  |